# Андреевский, Николай Ефимович
Николай Ефимович Андреевский (1822 или 1824 Санкт-Петербург — 5 [17] февраля 1889, Казань) — российский государственный деятель, тайный советник. В разное время занимал должности Пермского (1870—1878), Костромского (1878—1884) и Казанского (1884—1889) губернатора.

## Семья
Родился 8 ноября 1822 или 1824 года в Санкт-Петербурге, где провёл детство и большую часть своей жизни. Его дед по отцовской линии был священником. Отец — участник Бородинского сражения Ефим Иванович Андреевский, гоф-медик, в своё время считался одним из лучших медиков Санкт-Петербурга и заслужил дворянство благодаря своим блестящим способностям. Младший брат — Иван Ефимович Андреевский(1831—1891) — выдающийся юрист, профессор, ректор Петербургского университета, директор Археологического института. После смерти отца в 1840 году ему досталось имение и 1250 десятин земли в Рязанской губернии.

## Служба
Получил первоначальное домашнее воспитание, затем поступил в Царскосельский лицей, который окончил в 1844 году с серебряной медалью уже после преобразования его в Александровский лицей. Поступил на службу в Военное министерство. В 1844—1868 годах Н. Е. Андреевский работал на различных должностях в канцелярии министерства, в отделении свода военных постановлений и других, получая награды и поощрения от императоров Николая I и Александра II.
В 1858 году он был назначен делопроизводителем общего присутствия управления иррегулярными войсками и привлечен к составлению второго издания «Свода военных постановлений». Здесь он был замечен Д. А. Милютиным, который занимался разработкой военной реформы и потому обеспечил дальнейшую служебную карьеру своему помощнику.
В 1861 году Н. Е. Андреевский стал начальником отделения канцелярии министра, в 1863 году — членом хозяйственного комитета Военного министерства, а с 1864 года — руководителем хозяйственного комитета Военного министерства. За успешную работу по редактированию «Положения о военно-окружных управлениях и о местных войсках» он был произведён 4 апреля 1865 года в действительные статские советники.
В 1868 году новый министр внутренних дел А. Е. Тимашев пригласил Н. Е. Андреевского перейти на службу в Министерство внутренних дел, поручив ему принять участие в составлении, рассмотрении и введении в действие «Положения об освобождении от обязательного труда и устройства быта поселян Охтенского порохового завода и оружейников-мастеровых и непременных работников Тульского, Ижевского и Сестрорецкого оружейных и Райволовского железо-ковательного заводов».
Затем Н. Е. Андреевский последовательно занимал должности Харьковского вице-губернатора (1869—1870), Пермского (1870—1878) и Костромского (1878—1884) губернаторов. Сознавая настоятельную необходимость в личном наблюдении за ходом дел в различных казенных учреждениях, он предпринимал частые поездки по городам и уездам подведомственных ему территорий. Пермский край, по замечаниям современников, обязан ему постройкой железнодорожных путей.
В 1876 году он получил чин тайного советника.

## Казанский губернатор
24 мая 1884 года Николай Ефимович был назначен казанским губернатором (прибыл в Казань и вступил в должность 30 июня). 
 Менее чем за пятилетнее правление краем этот крайне скрытный человек сумел снискать расположение местного общества, удивляя всех «своими познаниями крестьянского быта и сельского хозяйства». Сразу после приезда ему пришлось заниматься борьбой с эпидемиями холеры и чумы, а затем оказывать продовольственную помощь населению из-за постигшего губернию неурожая.
Он проявил особую заботу о благотворительных и кустарно-ремесленных заведениях. При нем в Казани были основаны богадельни для неимущих вдов и сирот духовного звания (1885), ночлежный приют И. Н. Журавлева на 268 мест, Андреевская дешевая столовая (1887); развернули деятельность Общество вспомоществования ученицам Ксениевской гимназии (1884), Общество взаимного вспомоществования книгопечатников (1885), Казанская похоронная касса (1886), Военно-санитарное общество (1886), Фармацевтическое общество (1888), Вспомогательная медицинская касса (1887) и др.
Именно Н. Е. Андреевскому обязаны своим возникновением в 1887 году училище для слепых детей, Казанское общество попечения о бедных и больных детях, городское общество призрения и образования глухонемых детей. Губернатор заботился о сохранности исторических памятников, добился возобновления работы в 1884 году Казанского юридического общества (которое в 1886 году образовало постоянную комиссию с целью «собирания и изучения юридических обычаев русского и инородческого населения Волжско-Камского края») и в 1887 году — Казанского кружка любителей музыки.
Развитие системы образования привело к открытию здесь Адмиралтейского женского училища и первой в Казани церковно-приходской школы (1884), городских начальных училищ, земской фельдшерской школы (1887). В марте 1886 года в Казани была основана музыкальная школа А. А. Орлова-Соколовского, а в 1887-м заявило о себе местное отделение Русского музыкального общества (С. Н. Теренин, А. А. Орлов-Соколовский, П. И. Александров). В 1885 году появился городской шахматный клуб. Наконец, в 1885—1886 годах началось издание новой газеты «Казанские новости» (редактор В. М. Ключников). В 1885 году происходит открытие Казанского почтово-телеграфного округа, в 1886-м — местного отделения Крестьянского поземельного банка, а в 1887 году — ломбарда. Тогда же заработал телефон, обслуживавший первоначально 70 абонентов. Благодаря почину Николая Ефимовича в 1886 году была организована «Первая казанская ремесленная и сельскохозяйственная выставка».
Экономические преобразования в России шли полным ходом, несмотря на попятное движение верхов в отношении государственно-политических реформ. Последнее обстоятельство и привело к появлению нового Университетского устава 1884 года, вызвавшего бурные возмущения в академических кругах страны. Против упразднения автономии в высших учебных заведениях и других подобных решений была направлена знаменитая антиправительственная сходка студентов Казанского университета 4 декабря 1887 года, в которой принимал участие и В. И. Ульянов.
Современники отмечали плодотворную деятельность Н. Е. Андреевского в отношении тюремного дела и развития арестантского труда. Почти во всех зданиях этого ведомства были проведены значительные перестройки и капитальный ремонт, улучшено пищевое довольствие заключенных, Губернатор с большим вниманием относился к Казанскому воспитательно-исправительному ремесленному приюту, проведя решение о ежегодном отчислении ему денежных сумм из средств Тюремного комитета. Однако полностью выполнить свои замыслы ему не удалось.
Как маститый чиновник, Н. Е. Андреевский был либералом при Александре II и его сподвижниках, а во время царствования Александра III показал себя сторонником нового монарха. Вместе с тем казанский губернатор являлся практиком и, находясь на ответственном посту в 1884—1889 годах, проявил обширные познания, хозяйственные таланты и разносторонний ум. Жители высоко оценили его деятельность по развитию местного края, а городская дума назвала именем Н. Е. Андреевского общественный сад в Адмиралтейской слободе.
Умер 5 (17) февраля 1889 года в губернаторском дворце в Казани; его тело было перевезено в Санкт-Петербург и захоронено на Волковом православном кладбище.

## Награды
- Орден Святого Станислава 2-й ст. с императорской короной; (15.04.1856);
- Орден Святого Станислава 1-й ст. (01.03.1868)
- Орден Святой Анны 3-й ст. (08.04.1851);
- Орден Святой Анны 2-й ст. (11.04.1854);
- императорская корона к Ордену Святой Анны 2-й ст. (17.04.1858);
- Орден Святой Анны 1-й ст. (30.08.1872);
- Орден Святого Владимира 3-й ст. (17.04.1862);
- Орден Святого Владимира 2-й ст. (30.08.1879);
- Орден Белого Орла (30.08.1882)

- Медаль «В память войны 1853-1856 гг.» из светлой бронзы на Андреевской ленте
- Серебряная медаль «За труды по устройству военно-заводского населения»

- За вклад в развитие народного образования Пермской губернии присвоено звание почётного гражданина городов Кунгура и Перми[4].

## Семья
Был дважды женат. Первая жена — Надежда Петровна Делина (26.01.1836 — 04.02.1856).
Вторая жена — Амалия Фёдоровна Фогель (28.12.1836 — 09.02.1875), дочь немецкого военного. В во втором браке родилось четверо детей:
- Надежда (28.06.1860 — ?);
- Николай (24.10.1863 — ?);
- Мелитина (Митилина) (24.10.1866 — ?) — педагог, преподавала русский и немецкий язык в школах для взрослых и институтах в Казани и Москве, автор учебника немецкого языка, составитель нескольких учебных пособий. В 1920-х — доцент кафедры немецкого языка Московского университета. 16 апреля 1935 — арестована, приговорена к 5 годам ссылки в Казахстан;
- Елена (06.10.1872 — ?).